# Euplexaura marki
Euplexaura marki is een zachte koraalsoort uit de familie Plexauridae. De koraalsoort komt uit het geslacht Euplexaura. Euplexaura marki werd in 1913 voor het eerst wetenschappelijk beschreven door Kükenthal. 